# プレンヤス
プレンヤス（アルバニア語: Prrenjas）はアルバニアのエルバサン州の基礎自治体と都市である。2015年に基礎自治体になり、同名の都市は庁所在地になった。2023年に基礎自治体の人口は18,768人であり、都市の人口は5,049人だった。

## 出来事
オスマン帝国の支配下の時代に都市はトルヴィオリと呼ばれた。スカンデルベグはトルヴィオルの戦闘について彼の味方に戦闘を勝たなければいけないと言った。たくさんのトルコとアルバニアの兵士は亡くなった。
2015年に旧基礎自治体のプレンヤス、チュカス、ライツァおよびストラヴァイがこの基礎自治体に合体した。庁所在地はプレンヤスである。

## 人口
2011年に人口は24,906人であり、都市の人口は5,847人だった。2023年には、基礎自治体の人口は18,768人であり、都市の人口は5,049人だった。

## スポーツ
KFドモズドヴァはかつてサッカークラブだった。2018年に失敗から解散した。